# 1207
1207 (MCCVII) var ett normalår som började en måndag i den julianska kalendern.

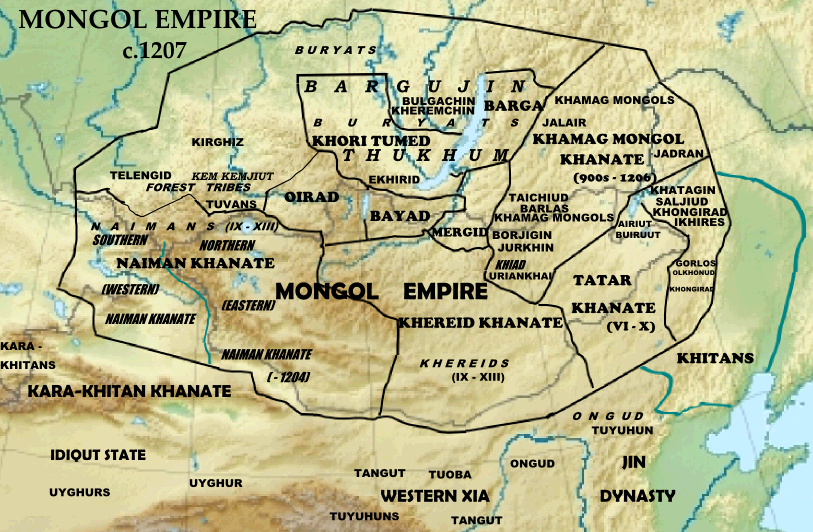
Mongolriket år 1207.

## Händelser

### Oktober
- 25 oktober – Valerius blir svensk ärkebiskop.[1]

### November
- November – Liverpool och Leeds får stadsprivilegier.

### Okänt datum
- Den danske ärkebiskopen Anders Sunesen företar en visitationsresa till Gotland.

## Födda
- 7 juli – Elisabet av Thüringen, helgon.
- 30 september – Djalalu'd-Din Rumi, persisk poet, filosof och sufisk mystiker.
- 1 oktober – Henrik III, kung av England och herre över Irland 1216–1272.

## Avlidna
- Mars – Erling Stenvägg, norsk hövding.
- Oktober – Kalojan, tsar av Bulgarien.